# Jessica Candelario
Jessica Candelario (2 novembre 1987) è una pallavolista portoricana, centrale delle Pinkin de Corozal.

## Carriera

### Club
La carriera professionistica di Jessica Candelario inizia nella stagione 2003, quando debutta nella Liga de Voleibol Superior Femenino con la squadra della sua città, le Pinkin de Corozal: resta legata alla franchigia per undici annate, raggiungendo cinque volte la finale scudetto e aggiudicandosela nel 2008 e nel 2010. Nella stagione 2014 veste per la prima volta la maglia di un altro club, ingaggiata, dopo la mancata iscrizione al campionato delle Pinkin de Corozal, dalle Indias de Mayagüez. Nel campionato 2016 passa alle Changas de Naranjito.
Dopo una lunga pausa dalla pallavolo giocata per maternità, torna in campo con le Llaneras de Toa Baja per disputare la Liga de Voleibol Superior Femenino 2020, mentre nell'edizione seguente del torneo torna a difendere i colori delle Pinkin de Corozal.

### Nazionale
Durante l'estate del 2009 debutta nella nazionale portoricana, vincendo la medaglia di bronzo alla Coppa panamericana dello stesso anno e la medaglia d'argento ai XXII Giochi centramericani e caraibici.

## Palmarès

### Club
- Campionato portoricano: 2

2008, 2010

### Nazionale (competizioni minori)
- Coppa panamericana 2009
- Giochi centramericani e caraibici 2014

### Premi individuali
- 2006 - Liga de Voleibol Superior Femenino: Rising star